# Nikolai Fjodorowitsch Makarow

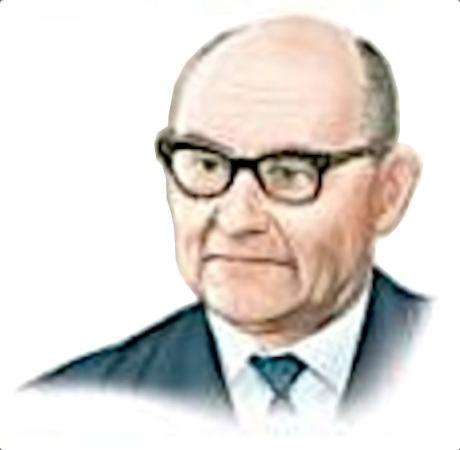
Nikolai Fjodorowitsch Makarow

Nikolai Fjodorowitsch Makarow (russisch Николай Фёдорович Макаров; * 9. Maijul. / 22. Mai 1914greg. in Sassowo; † 13. Mai 1988 in Tula) war ein russischer Waffenkonstrukteur.

## Leben
Makarow, Sohn eines Eisenbahnmaschinisten, arbeitete nach dem Besuch der Eisenbahnfachschule als Schlosser im Eisenbahnausbesserungswerk Sassowo. 1936 begann er das Studium am Mechanik-Institut Tula. Zu Beginn des Deutsch-Sowjetischen Krieges wurde er mit einem Vordiplom als Ingenieur nach Sagorsk in die Fabrik geschickt, die die Maschinenpistole PPSch-41 herstellte und bald nach Wjatskije Poljany verlegt wurde. Dort stieg Makarow schnell vom Meister zum führenden Konstrukteur auf. 1944 schloss er das Studium am Mechanik-Institut Tula mit Auszeichnung ab. Darauf arbeitete er im Forschungsinstitut SPWA in Kunzewo (jetzt Teil Moskaus) als Chefkonstrukteur bis Ende des Krieges. Dann wechselte er in das Zentrale Konstruktionsbüro ZKB-14 in Tula (jetzt Konstruktionsbüro für Gerätebau).
Makarow entwickelte 1948 die nach ihm benannte Pistole Makarow (PM), die seit 1951 benutzt wird. 1954 entwickelte er zusammen mit Nikolai Michailowitsch Afanassjew die Maschinenkanone Afanasjew-Makarow AM-23 für Flugzeuge. Unter Makarows Leitung wurden parallel die Panzerabwehrlenkwaffen 9K111 Fagot und 9K113 Konkurs entwickelt.
Als Makarow 1974 in den Ruhestand ging, erhielt er einen Talon für einen Wolga mit der Nummer 60-60. Er wurde als Abgeordneter der Werktätigen in den Sowjet der Oblast Tula gewählt. Im Ruhestand erfand er auf Wunsch seiner Frau eine Maschine zum Verschließen von Konservendosen.
In Sassowo wurde ein Makarow-Denkmal aufgestellt.

## Ehrungen, Preise

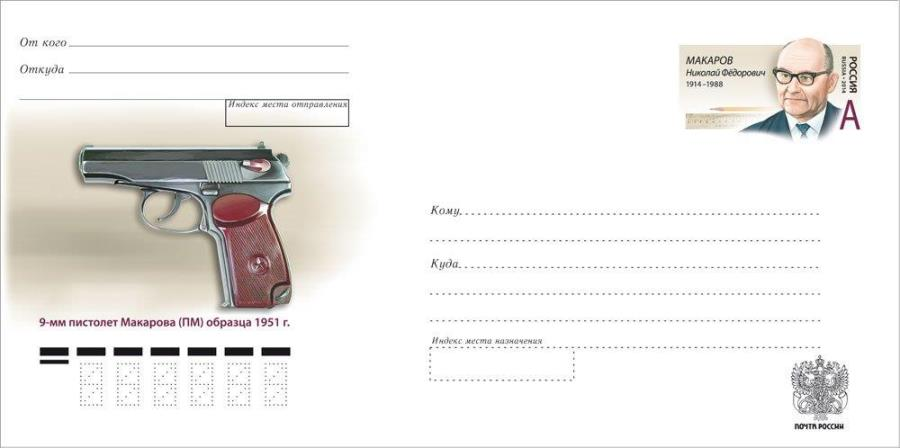
Briefumschlag der Russischen Post zum 100. Geburtstag N. F. Makarows

- Medaille „Für heldenmütige Arbeit im Großen Vaterländischen Krieg 1941–1945“
- Stalinpreis III. Klasse (1952) für die PM mit einer Geldprämie von 50.000 Rubel, die Makarow für Geschenke an Verwandte benutzte[2]
- Medaille „20. Jahrestag des Sieges im Großen Vaterländischen Krieg 1941–1945“
- Orden des Roten Banners der Arbeit (1966)[2]
- Staatspreis der UdSSR (1967)[2]
- Jubiläumsmedaille „Zum Gedenken an den 100. Geburtstag von Wladimir Iljitsch Lenin“
- Leninorden (1971)[2]
- Held der sozialistischen Arbeit mit Leninorden und Goldener Hammer-und-Sichel-Medaille (1974)[1]
- Medaille „30. Jahrestag des Sieges im Großen Vaterländischen Krieg 1941–1945“
- Mossin-Preis[2]
- Medaille „40. Jahrestag des Sieges im Großen Vaterländischen Krieg 1941–1945“
- Ehrenbürger der Oblast Tula (2017)[1]